# Coline Devillard
Coline Devillard (Saint-Vallier, 9 de octubre de 2000) es una deportista francesa que compite en gimnasia artística.
Ganó dos medallas de bronce en el Campeonato Mundial de Gimnasia Artística, en los años 2022 y 2023, y seis medallas en el Campeonato Europeo de Gimnasia Artística entre los años 2017 y 2024.

## Palmarés internacional
| Campeonato Mundial | Campeonato Mundial      | Campeonato Mundial | Campeonato Mundial   |
| Año                | Lugar                   | Medalla            | Prueba               |
| ------------------ | ----------------------- | ------------------ | -------------------- |
| 2022               | Liverpool (Reino Unido) | Medalla de bronce  | Salto de potro       |
| 2023               | Amberes (Bélgica)       | Medalla de bronce  | Concurso por equipos |
| Campeonato Europeo |                         |                    |                      |
| Año                | Lugar                   | Medalla            | Prueba               |
| 2017               | Cluj-Napoca (Rumania)   | Medalla de oro     | Salto de potro       |
| 2018               | Glasgow (Reino Unido)   | Medalla de plata   | Concurso por equipos |
| 2019               | Szczecin (Polonia)      | Medalla de plata   | Salto de potro       |
| 2023               | Antalya (Turquía)       | Medalla de oro     | Salto de potro       |
| 2024               | Rímini (Italia)         | Medalla de oro     | Salto de potro       |
| 2024               | Rímini (Italia)         | Medalla de bronce  | Concurso por equipos |